# Danny aus den Birken
Danny aus den Birken (ur. 15 lutego 1985 w Düsseldorfie) – niemiecki hokeista, reprezentant Niemiec, dwukrotny olimpijczyk.

## Kariera
- Jungadler Mannheim U18 (2000-2003)
- Adler Mannheim (2002-2009)
- Heilbronner Falken (2003-2009)
- Iserlohn Roosters (2009-2010)
- Kölner Haie (2010-2015)
- EHC Red Bull Monachium (2015-)

Wychowanek klubu Adler Mannheim. W barwach tego klubu grał od 2002 do 2009 w rozgrywkach DEL, a równolegle występował w barwach Heilbronner Falken w 2. Bundeslidze. Od 2009 był zawodnikiem Iserlohn Roosters, a od 2010 do 2015 Kölner Haie. W kwietniu 2015 przeszedł do klubu EHC Red Bull Monachium.
W barwach juniorskiej kadry Niemiec uczestniczył w turnieju mistrzostw świata juniorów do lat 18 edycji 2003 (Dywizja I). W sezonie 2011/2012 został kadrowiczem seniorskiej reprezentacji Niemiec. Uczestniczył w turniejach mistrzostw świata w 2013, 2014, 2015, 2017 oraz zimowych igrzysk olimpijskich 2018, 2022.

## Sukcesy
Reprezentacyjne
- Srebrny medal zimowych igrzysk olimpijskich: 2018

Klubowe
- Złoty medal mistrzostw Niemiec juniorów (DNL): 2002, 2003 z Jungadler Mannheim U18
- Puchar Niemiec: 2003, 2007 z Adler Mannheim
- Srebrny medal mistrzostw Niemiec: 2005 z Adler Mannheim, 2013, 2014 z Kölner Haie
- Mistrzostwo Niemiec Południowych: 2005 z Heilbronner Falken
- Mistrzostwo Oberligi: 2007 z Heilbronner Falken
- Awans do 2. Bundesligi: 2007 z Heilbronner Falken
- Złoty medal mistrzostw Niemiec: 2007 z Adler Mannheim, 2016, 2017, 2018 z EHC Red Bull Monachium
- Puchar Tatrzański: 2011 z Kölner Haie

Indywidualne
- DEL (2012/2013):
  - Pierwsze miejsce w klasyfikacji skuteczności interwencji w turnieju: 92,9
  - Pierwsze miejsce w klasyfikacji średniej goli straconych na mecz turnieju: 2,11
- DEL (2013/2014):
  - Najlepszy bramkarz sezonu
- Hokej na lodzie na Zimowych Igrzyskach Olimpijskich 2018 – turniej mężczyzn:
  - Pierwsze miejsce w klasyfikacji liczby obronionych strzałów w turnieju: 148[2]
  - Najlepszy bramkarz turnieju[3][4]